# 2017년 kt wiz 시즌
2017년 Kt 위즈 시즌은 kt 위즈가 KBO 리그에 참가한 3번째 시즌이다. 김진욱 감독이 팀을 이끈 첫 시즌으로, 박경수가 주장을 맡았다. 팀은 10개 팀 중 3년 연속으로 최하위에 머물렀으며, 창단 이래 최저 승률(0.347)과 최다패(94)를 기록했다.

## 타이틀
- 성구회 헌액: 이진영
- 아시아 프로야구 챔피언십 은메달: 심재민, 정현
- 월드 베이스볼 클래식 국가대표: 장시환
- KBO 페어플레이상: 유한준
- 올스타 선발: 김재윤 (마무리투수)
- 올스타전 추천선수: 피어밴드, 이해창, 박경수
- 컴투스프로야구2022 타이틀홀더 라인업: 피어밴드 (선발투수), 정현 (유격수)
- 컴투스프로야구 주요 외국인선수 라인업: 피어밴드 (중계투수)
- 완투: 고영표 (2)
- 평균자책점: 피어밴드 (3.04)
- 타석 당 피투구수: 박경수 (4.41)
- 이닝 당 출루허용률: 피어밴드 (1.15)
- 피안타율: 피어밴드 (0.251)
- 병살 유도: 로치 (22)
- 땅볼 유도: 로치 (238)

### 퓨처스리그
- 아시아 윈터 베이스볼 리그 준우승: 김도영
- 플레이어스 초이스 어워드 퓨처스리그 우수선수상: 박세진
- 퓨처스 올스타: 박세진, 이종혁, 김만수, 김종성
- 사구: 유민상 (10)
- 이닝: 박세진 (107.1)
- 남부리그 타율: 유민상 (0.367)
- 남부리그 출루율: 유민상 (0.448)

## 선수단
- 선발투수 : 피어밴드, 고영표, 로치, 류희운, 정성곤, 박세진, 정대현
- 구원투수 : 이상화, 엄상백, 심재민, 주권, 장시환, 김사율, 홍성용, 배제성, 이종혁, 조근종, 최원재, 조무근, 홍성무, 배우열
- 마무리투수 : 김재윤, 윤근영, 김도영, 강장산
- 포수 : 이해창, 장성우, 김만수
- 1루수 : 유민상, 윤요섭, 오태곤, 김동욱, 모넬
- 2루수 : 박경수, 정주후, 안치영, 김연훈
- 유격수 : 정현, 이재근, 박기혁
- 3루수 : 윤석민, 심우준
- 좌익수 : 전민수, 오정복, 김진곤, 이대형, 하준호
- 중견수 : 로하스, 홍현빈, 김지열
- 우익수 : 유한준
- 지명타자 : 이진영, 남태혁

## 여담
- 홈구장인 수원케이티위즈파크의 좌석 수를 기존 20200석에서 22067석으로 늘렸다.
- 팀은 구단 사상 최초로 시범경기 1위를 차지했다.
- 정현은 후반기 16사구로 KBO 리그 역대 단일 시즌 후반기 최다 기록을 세웠다.
- 피어밴드는 너클볼 구종가치 8.8로 2013년 이후 KBO 리그 역대 단일 시즌 최고 너클볼 구종가치를 기록했다.
- 피어밴드는 너클볼 516구를 던져 2013년 이후 KBO 리그 역대 단일 시즌 최다 기록을 세웠다.
- 김연훈은 이 시즌을 끝으로 은퇴하여 구단 사상 통산 최저 WAR(-1.85), KBO 리그 2010년대 통산 최저 WAR(-3.15) 기록을 세웠다.
- 모넬은 이 시즌 WAR -0.86에 그쳐 KBO 리그 역대 외국인 1루수 중 단일 시즌 최저 기록을 세웠다.
- 조병욱, 한승지는 경찰 야구단 마지막 기수로 입대했다.